# Ernest Walton
Ernest Walton (anglès: Ernest Thomas Sinton Walton)  (Abbeyside, 6 d'octubre de 1903 - Belfast, 25 de juny de 1995) fou un físic i professor universitari irlandès guardonat amb el Premi Nobel de Física l'any 1951.
És conegut sobretot pel seu treball amb John Cockcroft per construir un dels primers tipus d’accelerador de partícules, el generador Cockcroft-Walton. En els experiments realitzats a la Universitat de Cambridge a principis dels anys 30 amb el generador, Walton i Cockcroft es van convertir en el primer equip que va utilitzar un feix de partícules per transformar un element a un altre. Segons la seva cita del Premi Nobel: «Així, per primera vegada, es va produir una transmutació nuclear per mitjans totalment sota control humà».

## Biografia
Ernest Walton va néixer a Abbeyside, Dungarvan, comtat de Waterford fill d'un pare ministre metodista, el reverend John Walton (1874–1936) i d'Anna Sinton (1874–1906). En aquells dies, la família d'un clergue general es traslladava una vegada cada tres anys, i aquesta pràctica va portar a Ernest i la seva família, quan ell era un nen petit, a Rathkeale, comtat de Limerick (on va morir la seva mare) i al comtat de Monaghan. Va anar a escoles diürnes als comtats de Down i Tyrone, i al Wesley College de Dublín abans de fer-se pensionista al Methodist College de Belfast el 1915, on va destacar en ciències i matemàtiques.
El 1922, Walton va guanyar una beca al Trinity College de Dublín per a l'estudi de les matemàtiques i les ciències, i el 1924 va ser elegit becat de la Fundació. Va rebre els títols de llicenciatura i màster per Trinity el 1926 i el 1927, respectivament. Durant aquests anys a la universitat, Walton va rebre nombrosos premis a l'excel·lència en física i matemàtiques (set premis en total), inclosa la beca de la Fundació el 1924. Després de graduar-se, va rebre una beca de recerca de 1851 de la Comissió reial per a l'exposició de 1851 i va ser acceptat com a estudiant d'investigació al Trinity College de Cambridge, sota la supervisió de Sir Ernest Rutherford, director del Laboratori Cavendish de la Universitat de Cambridge. En aquell moment hi havia quatre premis Nobel a la plantilla del laboratori Cavendish i n'havien de sortir cinc més, inclosos Walton i John Cockcroft. Walton va rebre el seu doctorat el 1931 i va romandre a Cambridge com a investigador fins al 1934.
Durant la dècada del 1930, Walton i John Cockcroft van col·laborar per construir un aparell que dividia els nuclis dels àtoms de liti bombardejant-los amb un corrent de protons accelerat dins d'un tub d'alta tensió (700 quilovolts). La divisió dels nuclis de liti va produir nuclis d'heli. Van passar a utilitzar el bor i el carboni com a objectius per als seus experiments de "desintegració", i per informar de la radioactivitat induïda artificialment. Aquests experiments van proporcionar la verificació de les teories sobre l'estructura atòmica que havien estat proposades anteriorment per Rutherford, George Gamow i altres. L'aparell reeixit, un tipus d’accelerador de partícules que ara s'anomena generador Cockcroft-Walton, va ajudar a introduir una era de la física nuclear experimental basada en l'accelerador de partícules. Va ser aquesta investigació a Cambridge a principis de la dècada del 1930 la que va guanyar a Walton i Cockcroft el Premi Nobel de Física el 1951.

## Carrera al Trinity College de Dublín
Ernest Walton va tornar a Irlanda el 1934 per ser membre del Trinity College de Dublín al departament de física, i el 1946 va ser nomenat professor de filosofia natural i experimental d'Erasmus Smith. La conferència de Walton es va considerar excepcional, ja que tenia la capacitat de presentar qüestions complicades en termes senzills i fàcils d'entendre. Els seus interessos de recerca es van perseguir amb recursos molt limitats, però va poder estudiar, a finals de la dècada del 1950, l'efecte fosforescent en els vidres, les emissions d'electrons secundaris de superfícies sota bombardeig d'ions positius, la datació amb radiocarboni i el recompte de baix nivell, i el deposició de pel·lícules primes sobre vidre.
Walton va estar associat a l’Institut d'Estudis Avançats de Dublín durant més de 40 anys, on va servir llargs períodes a la junta de l'Escola de Física Còsmica i al consell de l'Institut. Després de la mort el 1952 de John J. Nolan, el president inaugural de l'Escola de Física Còsmica, Walton va assumir el paper i va ocupar aquest càrrec fins a 1960, quan va ser succeït per John H. Poole.

## Anys posteriors i mort
El 1946 aconseguí la càtedra Erasmus Smith de Filosofia Natural i Experimental, càrrec que ocupà fins al 1974.
L'any 1951 fou guardonat, juntament amb John Douglas Cockcroft, amb el Premi Nobel de Física pels seus treballs sobre la transmutació dels nuclis atòmics mitjançant l'ús de partícules artificialment accelerades.
Encara que es va retirar del Trinity College de Dublín el 1974, va mantenir la seva associació amb el Departament de Física de Trinity fins a la seva malaltia final. Poc abans de la seva mort, va marcar la seva devoció de tota la vida al Trinity presentant la seva medalla Nobel i citació al Col·legi. Ernest Walton va morir a Belfast el 25 de juny de 1995, als 91 anys. Està enterrat al cementiri de Deansgrange, Dublín.

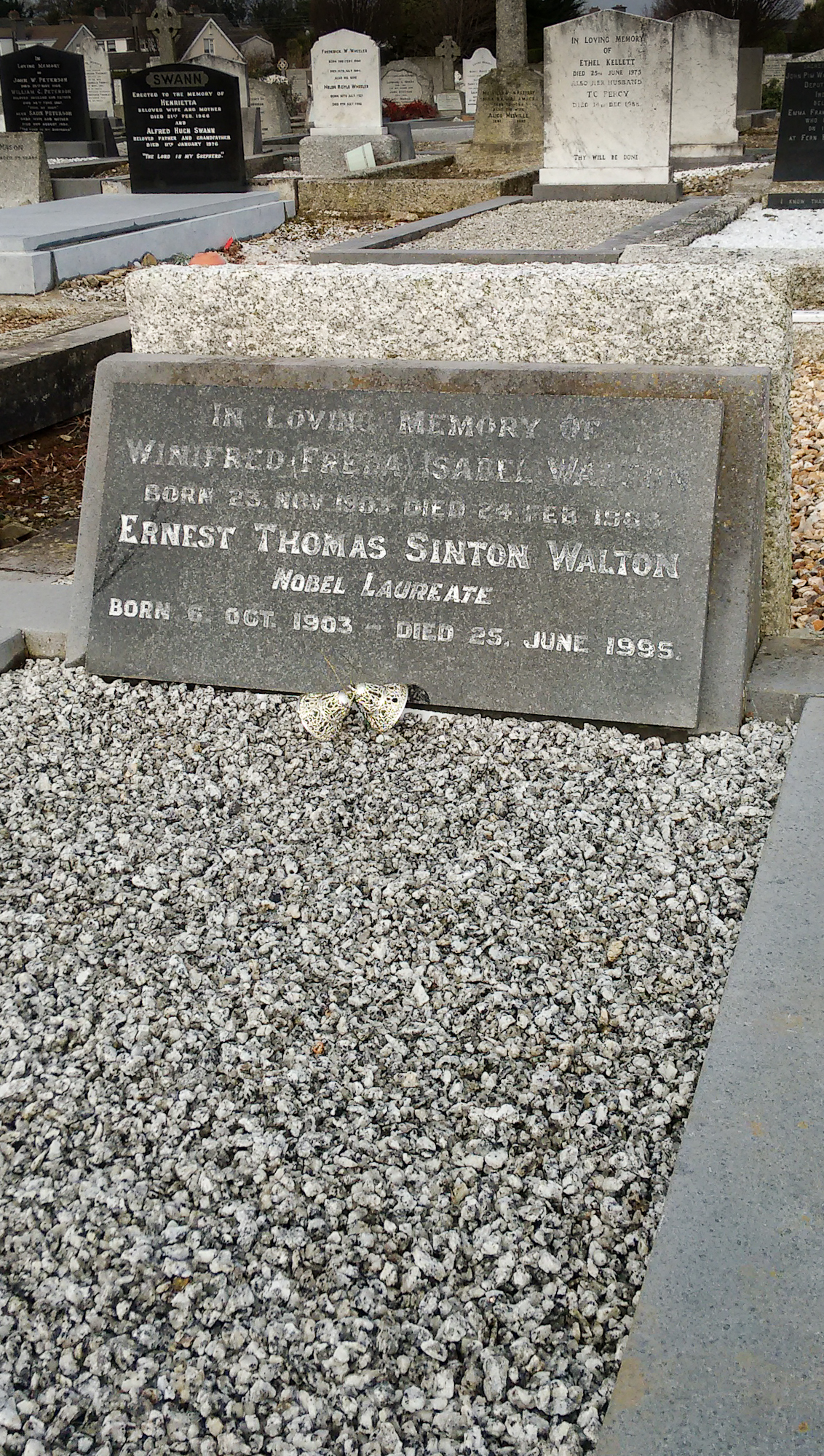
La tomba d'Ernest Walton al cementiri de Deansgrange, al sud del comtat de Dublín

Morí el 25 de juny de 1995 a la ciutat de Belfast.

## Vida familiar
Ernest Walton es va casar amb Winifred Wilson, filla d'un ministre metodista, el 1934. Els seus quatre fills són Alan Walton (físic de la Universitat de Cambridge), Marian Woods, Philip Walton (professor de Física Aplicada, NUI Galway) i Jean Clarke. Va formar part d'un comitè del Wesley College, Dublín.

## Punt de vista religiosos
Criat com a metodista, Walton ha estat descrit com algú que estava fortament compromès amb la fe cristiana. Va donar conferències sobre la relació de la ciència i la religió a diversos països després de guanyar el Premi Nobel, i va encoratjar el progrés de la ciència com una manera de conèixer més sobre Déu.

Walton es cita dient:
| « | "Una manera d'aprendre la ment del Creador és estudiar la seva creació. Hem de pagar a Déu el compliment d'estudiar la seva obra d'art i això hauria d'aplicar-se a tots els àmbits del pensament humà. negar-nos a utilitzar la nostra intel·ligència honestament és un acte de menyspreu cap a Aquell que ens va donar aquesta intel·ligència" | » |
| — V. J. McBrierty (2003): Ernest Thomas Sinton Walton, The Irish Scientist, 1903-1995, Trinity College Dublin Press.) | |   |

Walton tenia interès en temes sobre el govern i l'Església, i després de la seva mort, l'organització Christians in Science Ireland va establir les Walton Lectures on Science and Religion (una iniciativa similar a les Boyle Lectures). David Wilkinson, Denis Alexander i altres han donat conferències sobre Walton a universitats d'Irlanda.
Juntament amb Lochlainn O'Raifeartaigh i Michael Fry, Walton va ajudar a fundar el grup irlandès Pugwash, que s'oposaven a la carrera de les armes nuclears.

## Honors
Walton i John Cockcroft van ser destinataris del Premi Nobel de Física de 1951 pel seu "treball sobre la transmutació del nuclis atòmics per partícules atòmiques accelerades artificialment" (conegudes popularment com dividir l'àtom). Se'ls atribueix que van ser els primers a desintegrar el nucli de liti mitjançant el bombardeig amb protons accelerats (o nuclis d'hidrogen) i la identificació de nuclis d'heli als productes l'any 1930. De manera més general, havien construït un aparell que mostrava que nuclis de diversos elements lleugers (com el liti) es podrien dividir per protons en moviment ràpid.
El 1935, Walton va ser elegit membre de la Royal Irish Academy (MRIA). Walton i Cockcroft van rebre la Medalla Hughes de la Royal Society de Londres el 1938. En anys molt posteriors, sobretot després de la seva jubilació el 1974, Walton va rebre títols honorífics o conferències de nombrosos irlandesos, Institucions britàniques i nord-americanes.